# مركز جامعة تكساس التكنولوجي للعلوم الصحية
مركز جامعة تكساس التكنولوجي للعلوم الصحية (بالإنجليزية: Texas Tech University Health Sciences Center School of Medicine)‏ هي إحدى الكليات لتدريس الطب في الولايات المتحدة الأمريكية. تقع في مدينة لوبوك في ولاية تكساس الأمريكية. نوع الشهادة الطبية التي يتم تحصيلها هناك هي دكتور في الطب.